# Codex Athous Laurensis
De Codex Athous Laurensis (Gregory-Aland no. Ψ of 044, von Soden δ 6) is een van de Bijbelse handschriften. Het dateert uit de 8e of 9e eeuw, en is geschreven met hoofdletters (uncialen) op perkament. 

## Beschrijving
De gehele Codex Athous Laurensis bestaat uit 261 bladen (21 x 15.3 cm). De tekst is in kleine unciaal letters geschreven en in één kolom van 31 regels per pagina. De letters hebben aspiratietekens en accenten. De tekst bevat inhoudstafels van de κεφάλαια (hoofdstukken), de indeling in genummerde secties volgens Ammonius (in Marcus 233 secties), de Canons van Eusebius, een lectionarisch apparaat in de marge, en onderschriften. Het is een van de oudste handschriften waarin ook muzieknoten (neumen) staan.
De Codex bevat een groot deel van het Nieuwe Testament behalve het boek Openbaring, maar in het begin en op het einde ontbreken stukken: het Evangelie volgens Matteüs ontbreekt en van Marcus ontbreekt het begingedeelte tot 9:5; van de Brief aan de Hebreeën ontbreekt een bladzijde waarop de tekst van 8:11-9:19 stond.
De volgorde van de boeken in deze codex: eerst de evangeliën en de Handelingen van de Apostelen, dan de algemene zendbrieven en dan pas de brieven van Paulus. De algemene zendbrieven staan zelf ook in een ongebruikelijke volgorde: Eerste brief van Petrus, Tweede brief van Petrus, Brief van Jakobus, Eerste brief van Johannes, Tweede brief van Johannes, Derde brief van Johannes, Brief van Judas.

## Tekst
De tekst van deze codex wordt gewoonlijk beschreven als van het Byzantijnse teksttype, maar er komen ook tal van Alexandrijnse en Westelijke lezingen in voor. Het is een ongebruikelijk gemengd teksttype. Von Soden noteerde het als voornamelijk Alexandrijns. In het Evangelie volgens Marcus en in de algemene zendbrieven is de Codex een vertegenwoordiger van het Alexandrijnse teksttype. In de evangeliën volgens Lucas en Johannes domineert het Byzantijnse element, maar met een grotere verhouding aan Alexandrijnse lezingen dan in Codex Sangallensis 48. In de Handelingen en in de brieven van Paulus overheerst dan weer de Byzantijnse tekst. De tekst van de algemene zendbrieven lijkt van hetzelfde type als de tekst in de Codex Alexandrinus, 33, 81, en 436. Kurt Aland plaatste de codex in Categorie II (katholieke brieven) en Categorie III (rest van de boeken).
De teksten van Marcus 11:26, 15:28 en Johannes 7:53-8:11 ontbreken.
Dit handschrift bevat in 1 Timoteüs 3:16 de variant θεὸς ἐφανερώθη.

## Geschiedenis
C. R. Gregory zag het manuscript voor het eerst op 26 augustus 1886, en was de eerste die het beschreef. J. Rendel Harris kreeg het in 1892 te zien, maar onderzocht het niet.
Het handschrift bevindt zich in het klooster "Megisti Lavra" (Groot Laura) (B' 52) op de berg Athos en heeft vandaar ook zijn naam.